# Bachia dorbignyi
Bachia dorbignyi (бахія д'Орбіньї) — вид ящірок родини гімнофтальмових (Gymnophthalmidae). Мешкає в Південній Америці. Вид названий на честь французького натураліста Алсида д'Орбіньї.

## Поширення і екологія
Бахії д'Орбіньї мешкають на південному заході Бразилії (Рондонія, Мату-Гросу), в Болівії, Перу і Північному Парагваї. Вони живуть у вологих тропічних лісах Амазонії та в саванах Серрадо і Чако.